# Arendal
Arendal város és község (norvégul: kommune) Norvégia déli Sørlandet földrajzi régiójában, a Skagerrak tengerszoros partján. Arendal város Aust-Agder megye közigazgatási központja.

## Földrajz
Területe 270 km², népessége 40 701 (2008 ).

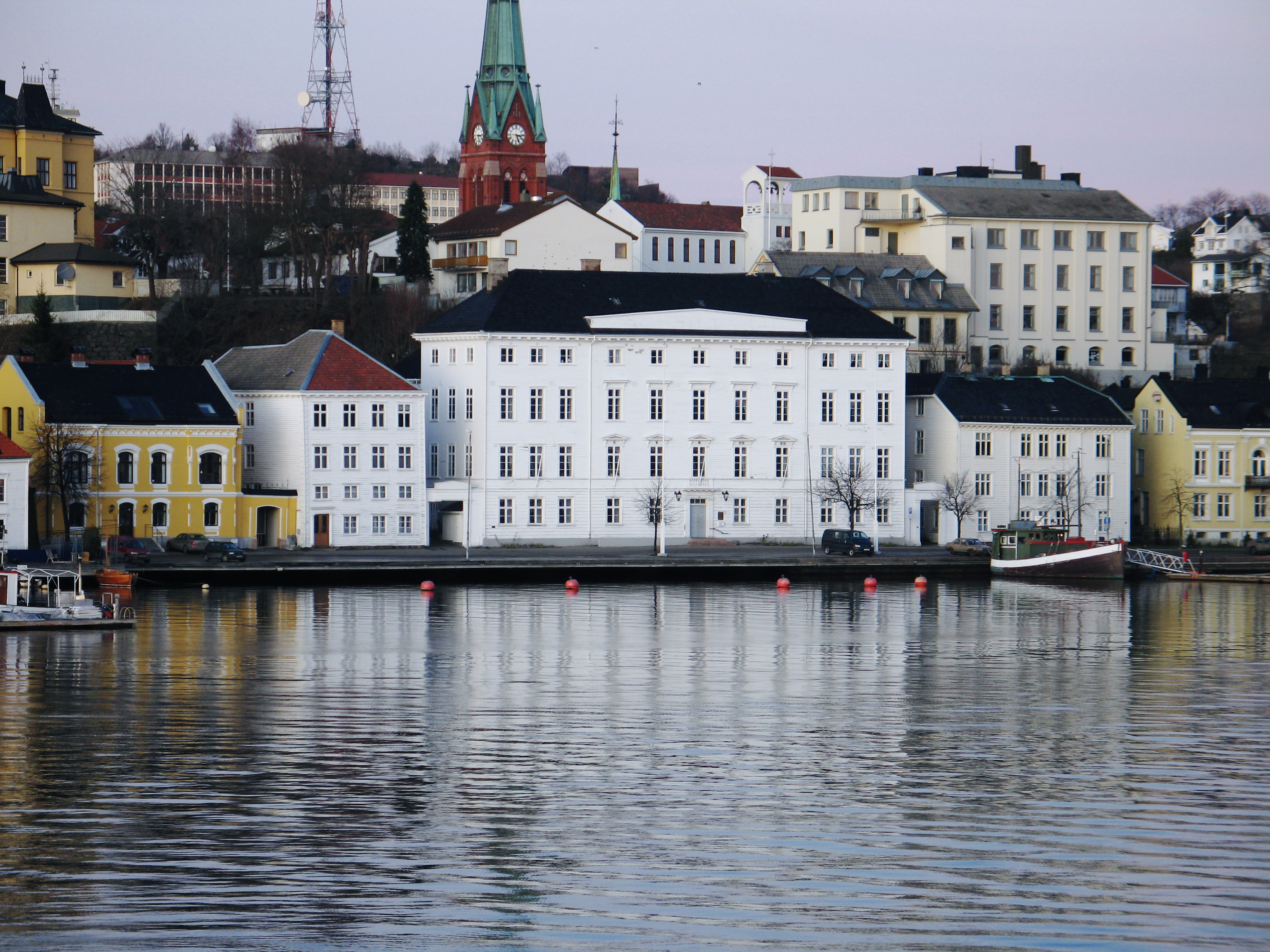
A régi városháza

Délnyugati szomszédja Grimstad község, északnyugaton Froland, északkeleten Tvedestrand.

## Történelem
A 15. században alapított Arendal nevének óészakialakja *Arnardalr lehetett. Előtagja a „sas” jelentésű orn szó genitivusa, utótagja a „völgy” jelentésű dalr (tehát az egész szó jelentése „sasok völgye”).
A községet 1838. január 1-jén hozták létre. 1902. január 1-jén beleolvadt Barbu község, majd 1992. január 1-jén Hisøy, Moland, Tromøyés Øyestad községeket olvasztották bele.
1924-ben egy régebbi pecsét alapján készült címere vitorláshajót ábrázol.

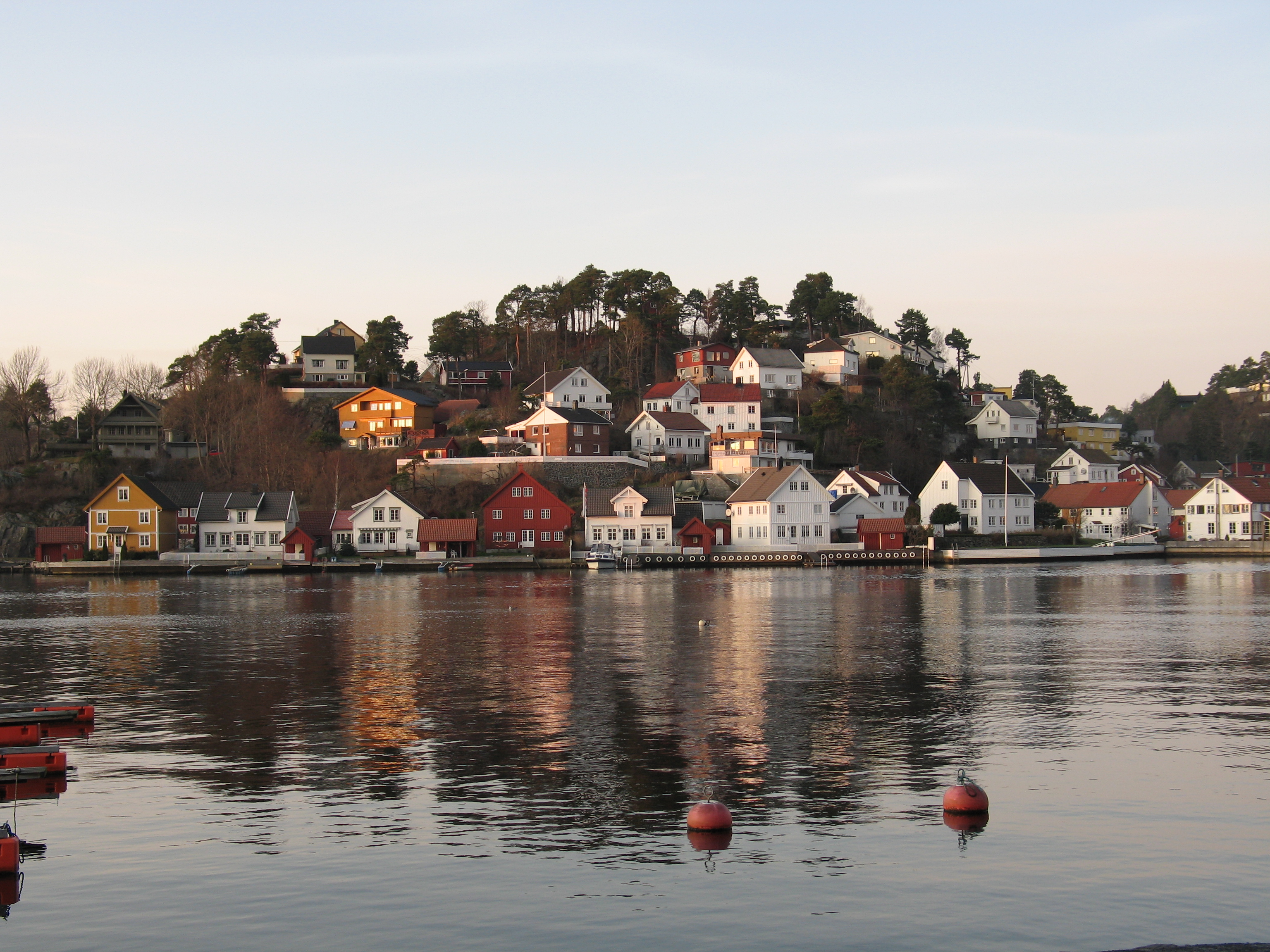
Hansnes kikötő

## Közlekedés
Arendal kikötőváros, az E18-as főút mellett délkeletre. Az Arendalsbanen vasútvonal innen Nelaugig, fut, ahol a Sørlandsbanenre lehet átszállni.

## Testvérvárosok
- Rēzekne, Lettország
- Silkeborg, Dánia
- Kalmar, Svédország
- Savonlinna, Finnország
- Árborg, Izland

## A város szülöttei
- Marit Fiane Christensen (1980), válogatott labdarúgó
- Sam Eyde (1866–1940), mérnök, üzletember
- Øystein Grødum (1977), gyorskorcsolyázó
- Anton Christian Houen (1823–1894), üzletember
- Finn Iunker (1969), költő, színdarabíró
- Karl Ove Knausgård (1968), író
- Jan Gunnar Solli (1981), labdarúgó, DJ
- Øyvind Sauvik (1976), zenész
- Bård Torstensen (1961), zenész, Clawfinger

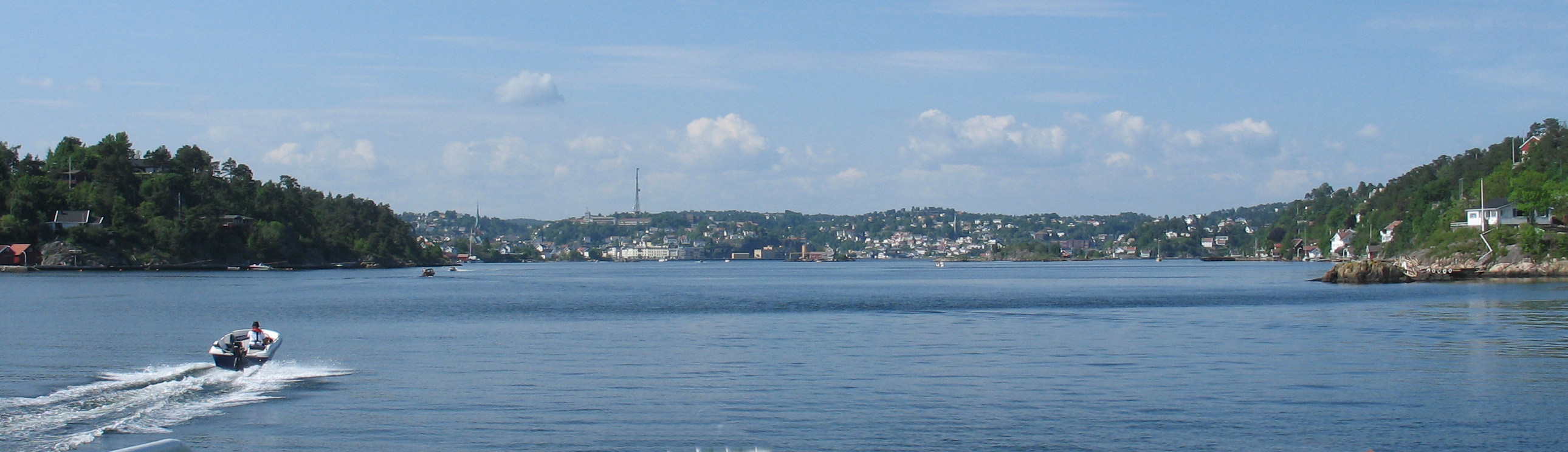
Arendal Galtesundból